# Anime News Network
Anime News Network（アニメニュースネットワーク、略称：ANN）は、アニメや漫画を始めとした、日本の文化を発信しているアメリカ合衆国のニュースサイト。
編集者によるレビューや、読者が最近の出来事について議論できるフォーラム、キャストやスタッフといった情報を取り扱うアニメと漫画のデータベースなどを提供している。1998年にJustin Sevakisによって開設され、2022年以降はアメリカを拠点とするAnime News Network LCCによって運営されている。アメリカ・カナダ版、イギリス・アイルランド版、オーストラリア・ニュージーランド版、東南アジア版、インド版の5つの地域別のバージョンが運営されている。1日あたり100万回以上のアクセス数を誇る、北米最大規模のアニメサイトである。

## 歴史
1998年7月27日、Justin Sevakisによって開設される。本サイトに初めて掲載されたのは、ディズニーがもののけ姫のライセンスを取得したことを報じたものや、アニメ・エキスポのセキュリティ問題を報じたものなど、7つのニュース記事であった。
2000年5月、カナダのケベック州を拠点とする法人「Anime News Network Inc.」が設立される。CEOには当時の編集長のクリストファー・マクドナルドが就任した。この法人はKADOKAWAに買収されるまでの22年間、本サイトの運営を担った。2002年6月30日には、スタッフ、キャスト、ローカライズに携わった企業などの情報を含む、アニメと漫画のデータベースが公開された。
2004年9月7日、Sci-Fi Channelのオンラインニュースサイト・Sci Fi Weeklyは、本サイトを「今週のウェブサイト」に選出した。同年9月18日、カナダのアニメ雑誌・プロトカルチャー・アディクツとの提携を開始し、2005年1月には本サイトの管理下での発行に移行した。
2007年1月、オーストラリア向けのバージョンの運営を開始。2008年7月4日には、アニメの予告編やオリジナルのニュース番組「ANNtv」を提供するビデオプラットフォームの運営を開始した。
2007年8月7日、本サイトのドメイン（animenewsnetwork.com）がハッキングされ、CEOのマクドナルドや編集長のザック・ベルチーのツイッターアカウントが乗っ取られた。本サイトは本来のドメインを取り戻すまで、一時的に「animenewsnetwork.cc」というドメインで運営が行われた。同年8月11日にはマクドナルドによって、この騒動の経緯が説明された。
2015年1月、日本のポップカルチャーを紹介しているフランスのサイト「AnimeLand」を自社の傘下に入れ、同サイトの事業を引き継ぐ子会社「AM Media Network」を設立した。これによって本サイトは初めて非英語圏に進出した。
2022年11月1日、KADOKAWAは、自社の中間持株会社・Kadokawa World Entertainment（以下、KWE）が、本サイトの運営を行っていたAnime News Network Inc.のメディア事業を買収したと発表した。KWEは新会社「Anime News Network LLC」を設立し、株式の過半数を取得した。マクドナルドは新会社のオーナーに任命され、マクドナルドとバンダイナムコフィルムワークスが少数株主となった。

## 特徴
本サイトに掲載されているアニメや漫画に関する記事は自社スタッフによって調査されており、スタッフの裁量の下、その他のライターによるニュース記事も投稿されている。
本サイトは「Encyclopedia」と呼ばれる、アニメや漫画のタイトル、そしてそれらに関わった企業やスタッフのデータベースを管理している。また、質疑応答が行われる「Hey Answerman」、レビューが掲載される「Shelf Life」、Sevakisが忘れ去られたメディアを紹介する「Buried Treasure」といった、いくつかのコラムがある。
本サイトはフォーラムも運営しており、各ニュース記事に議論を目的としたスレッドが付属している。また、WorldIRC networkにて「#animenewsnetwork」というIRCチャンネルを主催している。